# He Yanzhu
He Yanzhu –en xinès, 何焰柱– (Qinhuangdao, 5 de gener de 1982) és un esportista xinès que va competir en judo, guanyador d'una medalla de bronze al Campionat Asiàtic de Judo de 2009 en la categoria de –90 kg.

## Palmarès internacional
| Campionat Asiàtic | Campionat Asiàtic     | Campionat Asiàtic | Campionat Asiàtic |
| Any               | Lloc                  | Medalla           | Categoria         |
| ----------------- | --------------------- | ----------------- | ----------------- |
| 2009              | Taipei ( Xina Taipei) | 3                 | –90 kg            |